# Riksäpplet (skulptur)

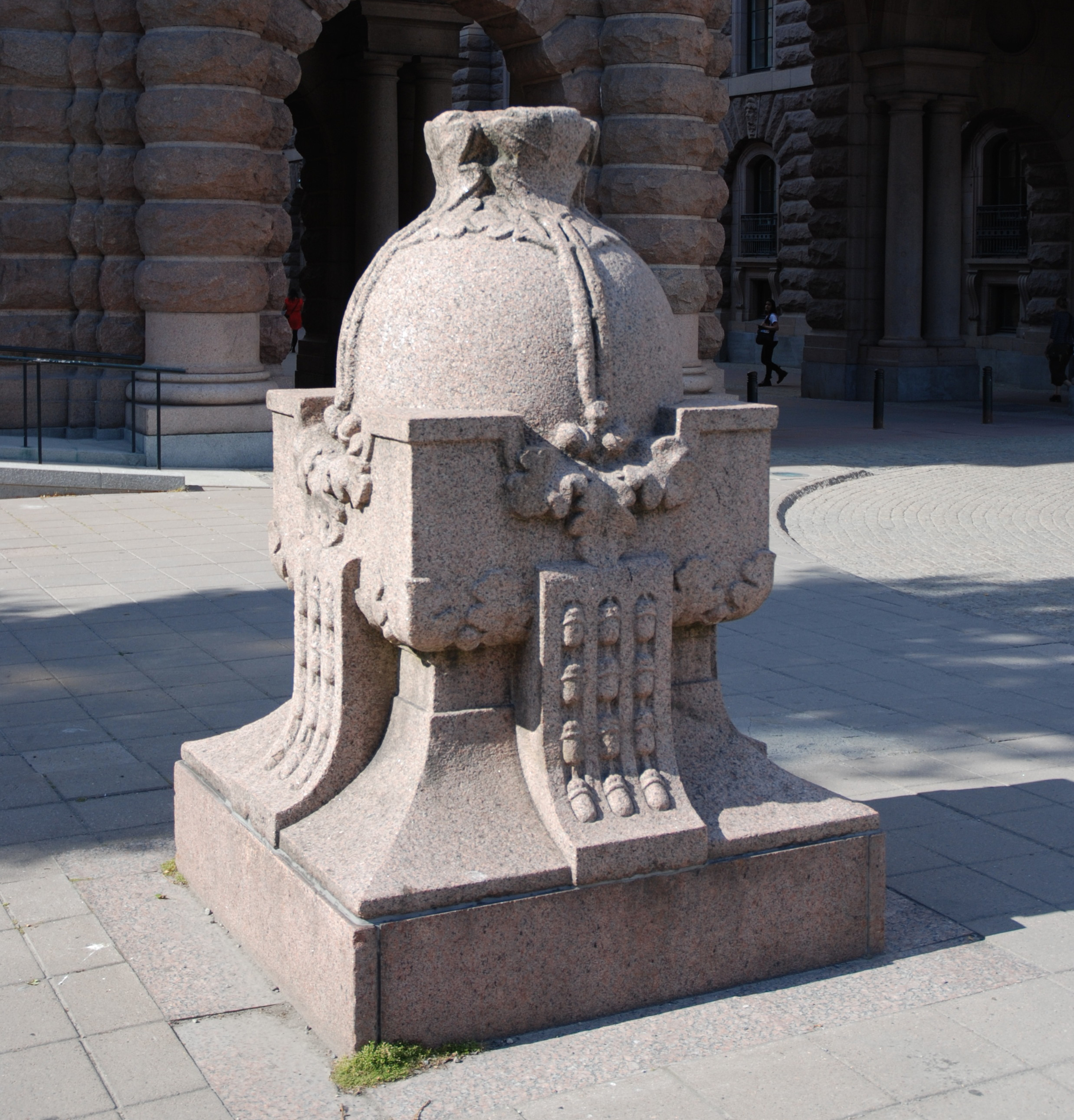
Ett av Riksäpplen vid Stallbron.

Riksäpplet är en skulptur visande ett Riksäpple i vätögranit formgiven av riksdagshusets arkitekt Aron Johansson. Ursprungligen utfördes 20 exemplar och placerades på Riksdagshuset och det samtidigt byggda Riksbankshuset i Stockholm.
Riksäpplet höggs i tre utseenden i grå vätögranit från Tjurholmen utanför Vätö och sattes upp på Riksbyggnaderna omkring år 1900. Typ I satt på gamla Riksdagshusets tak, typ II satt på gamla Riksbankshusets tak utmed Riksgatan och typ III satt på gamla Riksdagshusets tak mot Riddarfjärden.
Vid en restaurering av husen i slutet av 1930-talet av Olle Engkvists byggföretag togs 14 av dem ned. På riksdagsannexets tak finns idag två mot Riksgatan vid Stallbron, två mot Riksgatan mot Riksbron och två på västra sidan mot Riddarfjärden. 
Två av de nedtagna riksäpplena finns uppsatta vid Riksgatan, vid norra fästet av Stallbron respektive södra fästet av Stallbron. Genom förmedling av Olle Engkvist finns olika exemplar vid byggnader med anknytning till honom och på andra platser, med ett undantag i Stockholm och trakten av Stockholm.
I samband med Riksdagshusets renovering 1983 fanns planer på att låta nytillverka några Riksäpplen, men det skulle kosta en miljon kronor styck. Istället tillverkades avgjutningar i glasfiberarmerad plast.

## Nutida placering av riksäpplena
En del av uppgifterna hänför sig från 1988. Enstaka riksäpplen kan ha flyttats sedan dess.
- Sex exemplar på taket till västra delen av Riksdagshuset (gamla Riksbankshuset), fyra av typ II och två av typ III[2]
- Två exemplar vid Riksbron i Stockholm (typ I)
- Två exemplar i byn Hästhagen i anslutning till Engkvists tidigare sommarhus i Grödinge (typ II)
- Två exemplar vid kajen nedanför Edsbergs slott i Sollentuna (typ I och typ II)
- Ett exemplar vid Sjöbjörnsvägen 2 i Gröndal i Stockholm (typ I)
- Ett exemplar av den mindre typen vid Jungmansgränd 2 i Gröndal (typ II)
- Ett exemplar på gården till Vasagatan 1 på Hagalund i Borlänge (typ II)[3]
- Ett exemplar vid Seglarvägen 16 i Saltsjöbaden (typ I)
- Ett exemplar vid Adilsvägen 2B i Danderyd (typ I)
- Ett exemplar vid Vendevägen 9 i Lidingö (typ I)
- Ett exemplar vid Rådjursvägen 5 i Barnvik på Värmdö (typ I)
- Ett exemplar vid huvudbyggnaden till Sandgrind i Upplands Bro (typ II)
- Ett exemplar vid Skandiavägen i Djursholm (typ III)
- Ett exemplar vid Knut Pernos väg 12 i Saltsjö-Duvnäs (typ III), se Arkitektvillan

## Fotogalleri, Riksäpplen i urval

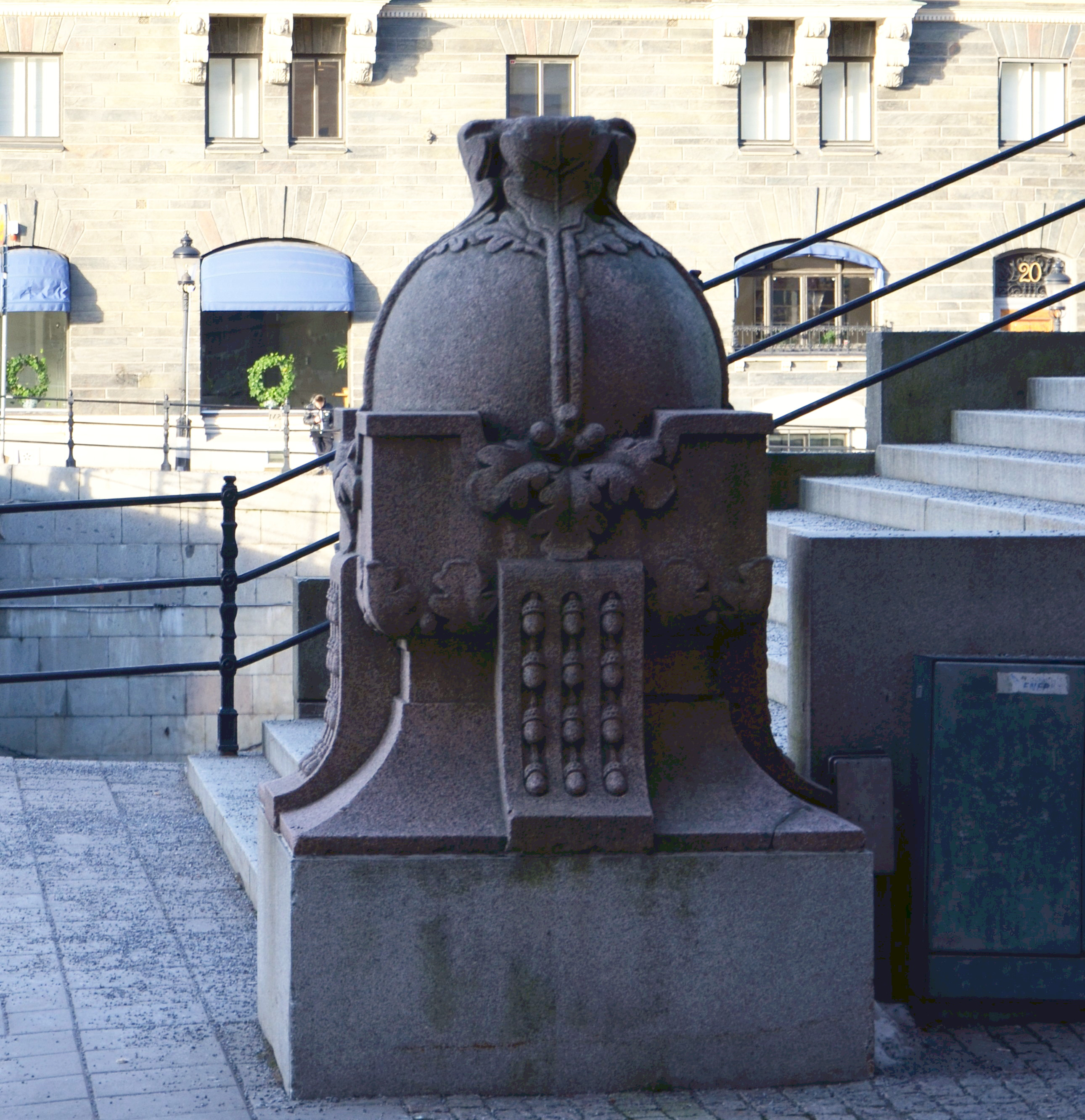
Riksbron i Stockholm
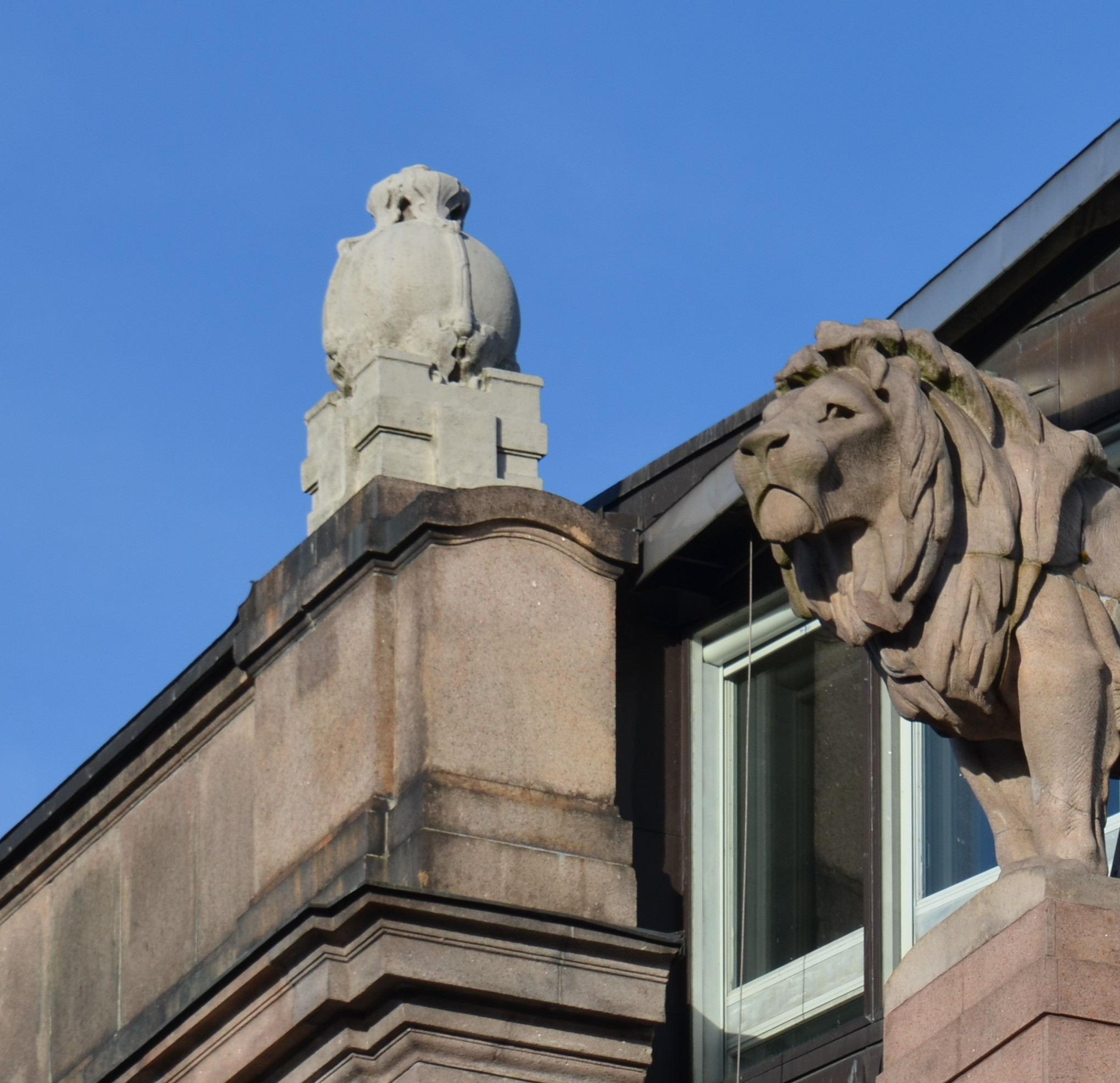
Taket till riksdagshusannexet, mot Riddarfjärden
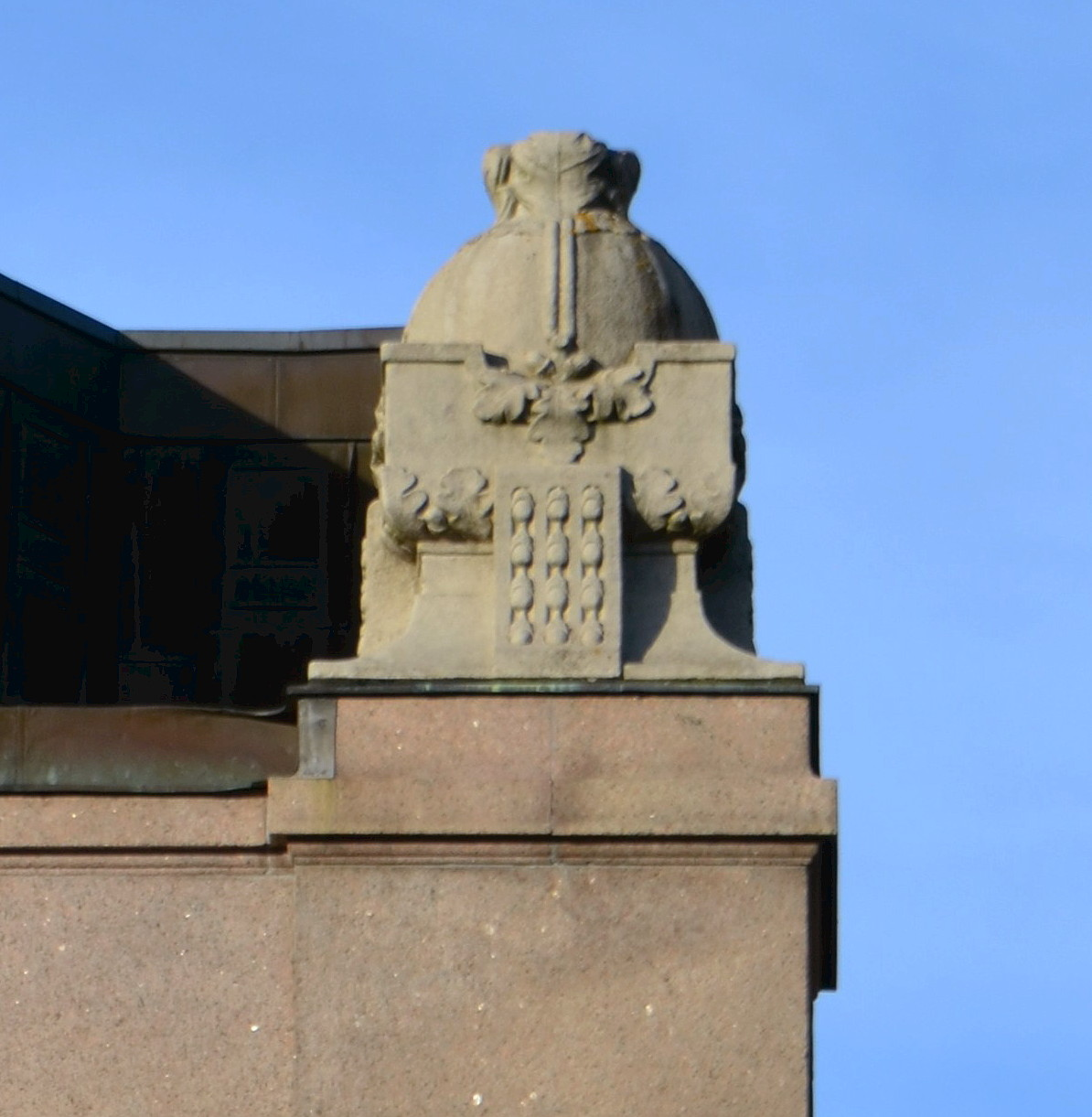
Taket till riksdagshusannexet, mot Stallbron
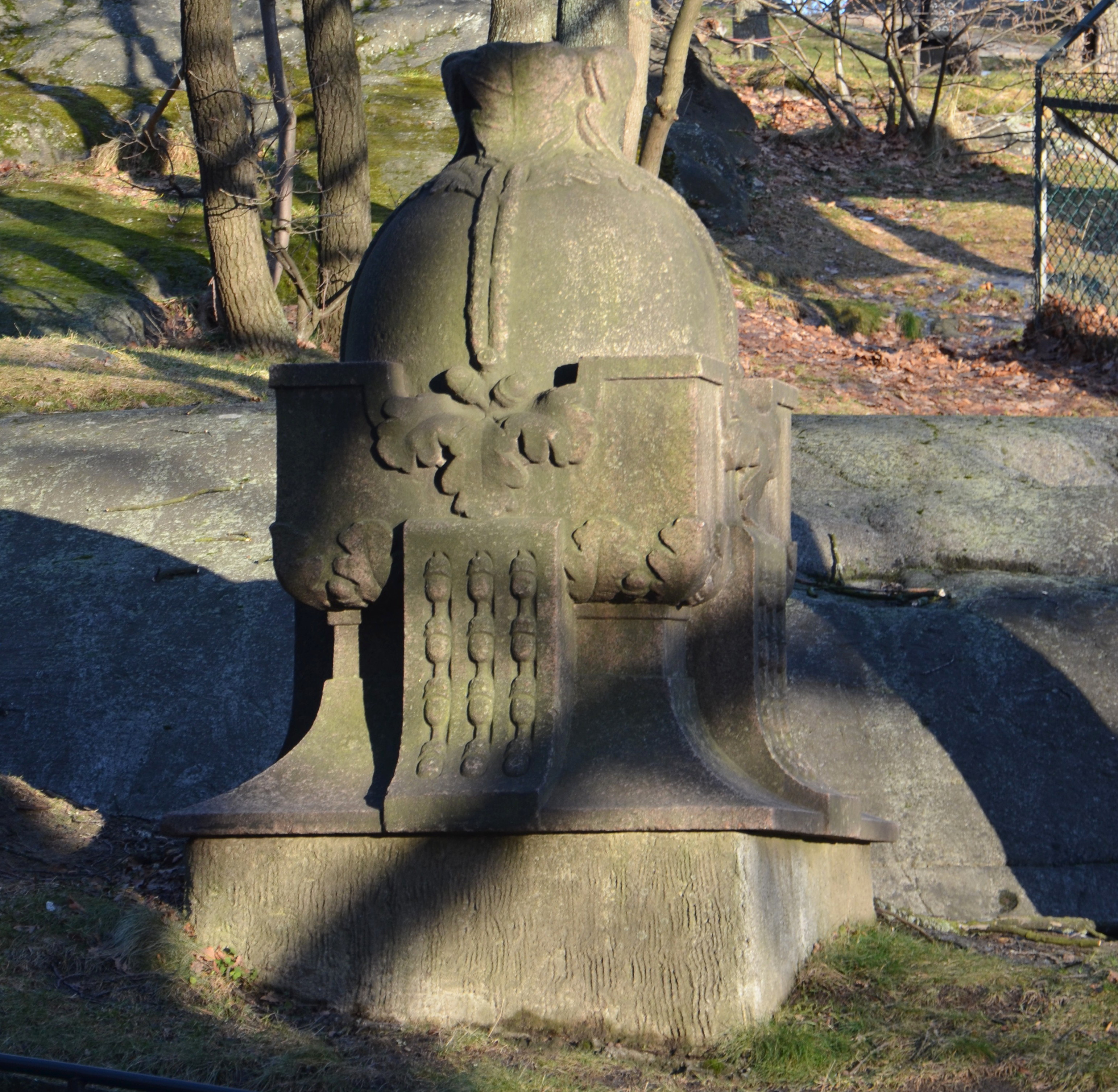
Sjöbjörnsvägen i Gröndal
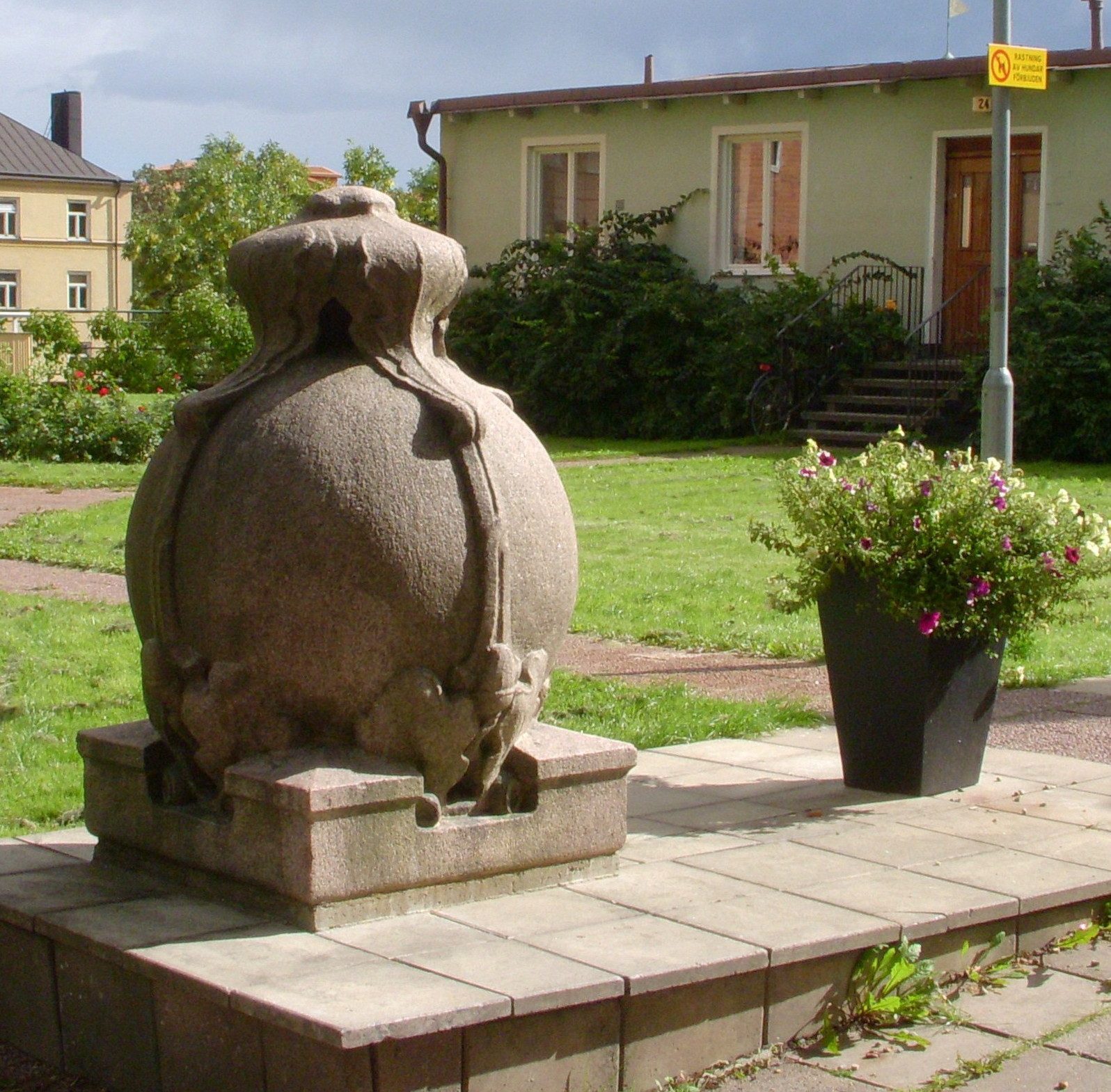
Jungmansgränd i Gröndal
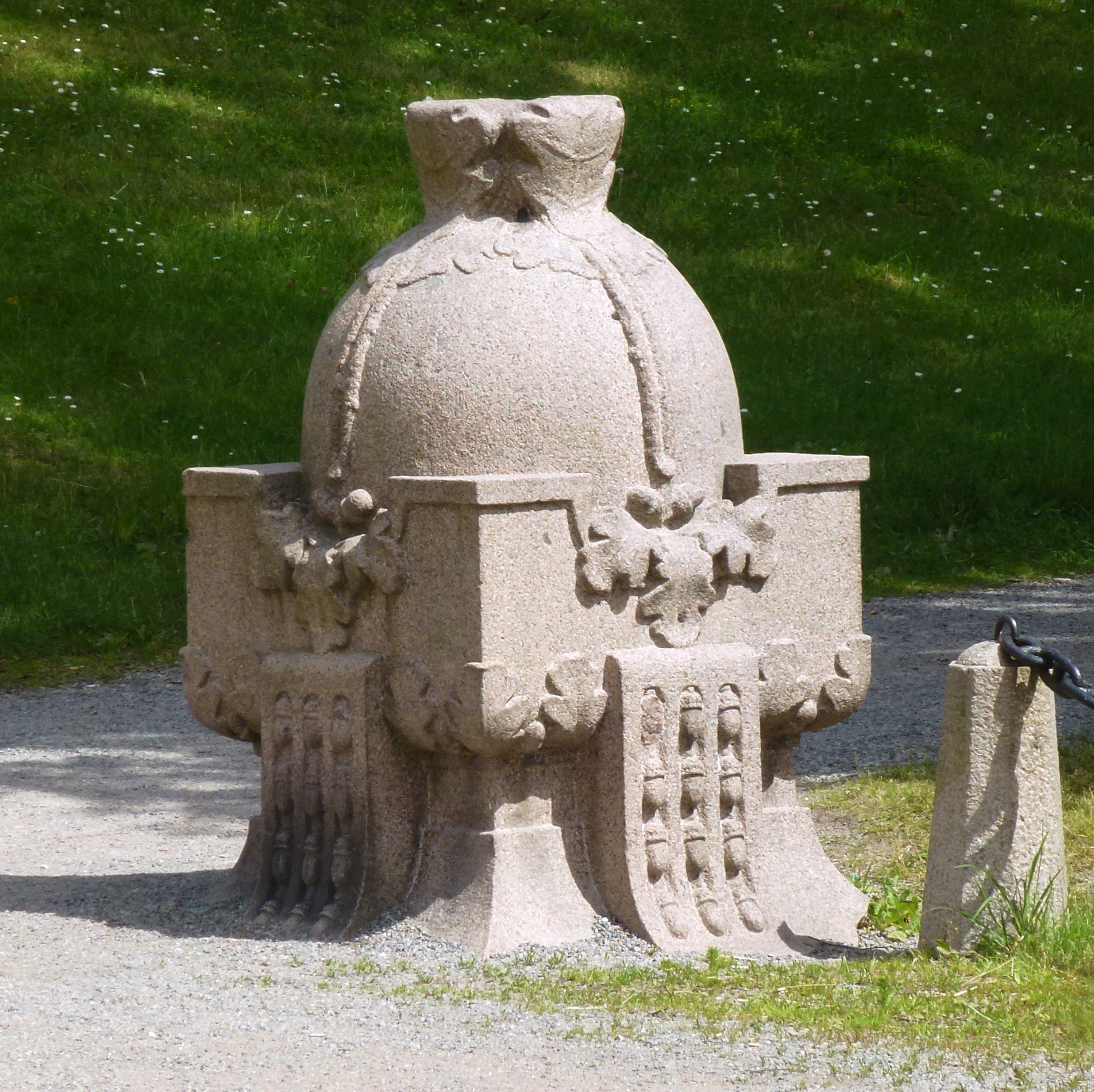
Vid Edsbergs slott